# Saint-Cyprien (Loire)
Saint-Cyprien ist eine französische Gemeinde mit 2.428 Einwohnern (Stand: 1. Januar 2022) im Département Loire in der Region Auvergne-Rhône-Alpes. Sie gehört zum Arrondissement Montbrison und zum Kanton Saint-Just-Saint-Rambert. Die Bewohner werden Cypriennois und Cypriennoises genannt.

## Geografie
Saint-Cyprien liegt in der historischen Landschaft Forez im Zentralmassiv und wird von den Flüssen Malbief im Westen und Loire, in die hier der Bonson mündet, im Osten begrenzt. Umgeben wird Saint-Cyprien von den Nachbargemeinden Craintilleux im Norden, Veauchette im Nordosten, Andrézieux-Bouthéon im Osten, Bonson im Süden und Südwesten sowie Sury-le-Comtal im Westen und Nordwesten.

## Bevölkerungsentwicklung
| Jahr                       | 1962 | 1968 | 1975 | 1982 | 1990 | 1999 | 2006 | 2017 |
| -------------------------- | ---- | ---- | ---- | ---- | ---- | ---- | ---- | ---- |
| Einwohner                  | 641  | 690  | 1321 | 1584 | 2005 | 2125 | 2375 | 2485 |
| Quellen: Cassini und INSEE |      |      |      |      |      |      |      |      |

## Sehenswürdigkeiten
- Kirche Saint-Cyprien, gegen 1875 errichtet